# Campeonato da Oceania de Maratona e Meia Maratona
O Campeonato da Oceania de Maratona e Meia Maratona (em inglês: Oceania Marathon and Half Marathon Championships) são uma competição anual de maratona organizada pela Associação de Atletismo da Oceania (AAO) para atletas que representam os países de suas associações membros. Teve sua edição inaugural em 2008, compostas por corridas na categoria masculino e feminino.  O evento é realizado em conjunto com a Maratona de Gold Coast. Os três primeiros atletas masculinos e femininos a finalizar a Maratona e Meia Maratona receberão as medalhas do Campeonato da Oceania. 

## Edições celebradas
| Edição | Ano  | Cidade     | País      | Datas                    |
| ------ | ---- | ---------- | --------- | ------------------------ |
| 1º     | 2008 | Gold Coast | Austrália | 6 de julho               |
| 2º     | 2009 | Gold Coast | Austrália | 5 de julho               |
| 3º     | 2010 | Gold Coast | Austrália | 3 - 4 de julho           |
| 4º     | 2011 | Gold Coast | Austrália | 2 - 3 de julho           |
| 5º     | 2012 | Gold Coast | Austrália | 30 de junho - 1 de julho |
| 6º     | 2013 | Gold Coast | Austrália | 6 - 7 de julho           |
| 7º     | 2014 | Gold Coast | Austrália | 5 - 6 de julho           |
| 8º     | 2015 | Gold Coast | Austrália | 4 - 5 de julho           |
| 9º     | 2016 | Gold Coast | Austrália | 2 - 3 de julho           |
| 10º    | 2017 | Gold Coast | Austrália | 1 - 2 de julho           |

## Resultados
Resultados completos (a partir de 2009) podem ser encontrados no site da Maratona de Gold Coast.  Os resultados de 2008 foram extraídos de diferentes sites. 

### Masculino Maratona
| Ano  | Ouro                             | Ouro     | Prata                          | Prata   | Bronze                        | Bronze  |
| ---- | -------------------------------- | -------- | ------------------------------ | ------- | ----------------------------- | ------- |
| 2008 | Rowan Walker · Austrália         | 2:19:36  | Jay Phillpotts · Austrália     | 2:29:04 | Anthony Farrugia · Austrália  | 2:31:29 |
| 2009 | Shane Nankervis · Austrália      | 2:16:46  | Matt Smith · Nova Zelândia     | 2:16:51 | Rowan Walker · Austrália      | 2:21:04 |
| 2010 | Rowan Walker · Austrália         | 2:20:18  | Rowan Hooper · Nova Zelândia   | 2:22:05 | Nathan Hartigan · Austrália   | 2:23:27 |
| 2011 | Lee Troop · Austrália            | 2:15:45  | Rowan Walker · Austrália       | 2:20:25 | David Criniti · Austrália     | 2:20:55 |
| 2012 | Jonathan Peters · Austrália      | 2:20:05  | Rowan Walker · Austrália       | 2:21:19 | Wondwosen Geleta · Austrália  | 2:26:17 |
| 2013 | Rowan Walker · Austrália         | 2:23:50  | Tony Payne · Nova Zelândia     | 2:27:25 | John Dutton · Austrália       | 2:27:40 |
| 2014 | Rowan Walker · Austrália         | 2:21:47  | Alastair Stevenson · Austrália | 2:23:48 | Vladimir Shatrov · Austrália  | 2:24:45 |
| 2015 | Jonathan Peters · Austrália      | 02:21:14 | Rowan Walker · Austrália       | 2:25:32 | Nic Van Raaphorst · Austrália | 2:26:59 |
| 2016 | Paul Martelletti · Nova Zelândia | 2:18:57  | Dave Ridley · Nova Zelândia    | 2:26:21 | Dion Finocchiaro · Austrália  | 2:27:30 |
| 2017 | Dave Ridley · Nova Zelândia      | 2:24:59  | Charlie Boyle · Austrália      | 2:25:23 | Ben MacCroan · Austrália      | 2:26:19 |

### Masculino Meia Maratona
| Ano  | Ouro                        | Ouro    | Prata                          | Prata   | Bronze                        | Bronze  |
| ---- | --------------------------- | ------- | ------------------------------ | ------- | ----------------------------- | ------- |
| 2008 | Michael Shelley · Austrália | 1:02:41 | Lee Troop · Austrália          | 1:02:57 | Martin Dent · Austrália       | 1:03:49 |
| 2009 | Michael Shelley · Austrália | 1:02:10 | Martin Dent · Austrália        | 1:02:16 | Jeffrey Hunt · Austrália      | 1:02:44 |
| 2010 | Jeffrey Hunt · Austrália    | 1:03:18 | Martin Dent · Austrália        | 1:03:21 | Anthony Haber · Austrália     | 1:04:35 |
| 2011 | Jeffrey Hunt · Austrália    | 1:04:04 | Peter Nowill · Austrália       | 1:06:24 | Vlad Shatrov · Austrália      | 1:08:39 |
| 2012 | Liam Adams · Austrália      | 1:03:28 | Harry Summers · Austrália      | 1:03:34 | Lee Troop · Austrália         | 1:05:34 |
| 2013 | Martin Dent · Austrália     | 1:03:56 | Benjamin Ashkettle · Austrália | 1:04:12 | Liam Adams · Austrália        | 1:04:49 |
| 2014 | Brad Milosevic · Austrália  | 1:05:33 | Josh Harris · Austrália        | 1:05:51 | Aaron Pulford · Nova Zelândia | 1:05:52 |

### Feminino Maratona
| Ano  | Ouro                               | Ouro    | Prata                              | Prata   | Bronze                             | Bronze  |
| ---- | ---------------------------------- | ------- | ---------------------------------- | ------- | ---------------------------------- | ------- |
| 2008 | Shireen Crumpton · Nova Zelândia   | 2:38:16 | Rina Hill · Austrália              | 2:45:59 | Roxie Schmidt · Austrália          | 2:47:56 |
| 2009 | Lauren Shelley · Austrália         | 2:42:22 | Roxie Schmidt · Austrália          | 2:42:22 | Rina Hill · Austrália              | 2:48:56 |
| 2010 | Sarah McRae · Austrália            | 2:39:41 | Shireen Crumpton · Nova Zelândia   | 2:41:21 | Anita Keem · Austrália             | 2:48:06 |
| 2011 | Roxie Fraser · Austrália           | 2:41:17 | Michelle McAdam · Austrália        | 2:44:44 | Kirsten Molloy · Austrália         | 2:46:32 |
| 2012 | Sally Gibbs · Nova Zelândia        | 2:41:15 | Anita Keem · Austrália             | 2:42:43 | Alexandra Williams · Nova Zelândia | 2:45:19 |
| 2013 | Alexandra Williams · Nova Zelândia | 2:41:30 | Sally Gibbs · Nova Zelândia        | 2:42:59 | Anita Keem · Austrália             | 2:45:39 |
| 2014 | Tarli Bird · Austrália             | 2:43:58 | Alexandra Williams · Nova Zelândia | 2:45:21 | Aarthi Venkatesan · Austrália      | 2:47:30 |

### Feminino Meia Maratona
| Ano  | Ouro                              | Ouro    | Prata                        | Prata   | Bronze                           | Bronze  |
| ---- | --------------------------------- | ------- | ---------------------------- | ------- | -------------------------------- | ------- |
| 2008 | Rowan Marie Baird · Nova Zelândia | 1:14:01 | Eliza Stewart · Austrália    | 1:17:04 | Susan Michelsson · Austrália     | 1:17:06 |
| 2009 | Lisa Weightman · Austrália        | 1:10:42 | Cassie Fien · Austrália      | 1:12:24 | Shireen Crumpton · Nova Zelândia | 1:14:05 |
| 2010 | Lisa Weightman · Austrália        | 1:09:00 | Cassie Fien · Austrália      | 1:11:45 | Jessica Trengove · Austrália     | 1:12:48 |
| 2011 | Lara Tamsett · Austrália          | 1:12:19 | Jessica Trengove · Austrália | 1:12:28 | Abigail Bayley · Austrália       | 1:13:40 |
| 2012 | Lisa Robertson · Nova Zelândia    | 1:14:22 | Belinda Martin · Austrália   | 1:16:11 | Tracey Austin · Austrália        | 1:17:59 |
| 2013 | Nikki Chapple · Austrália         | 1:11:00 | Jessica Trengove · Austrália | 1:11:51 | Nicki McFadzien · Nova Zelândia  | 1:15:13 |
| 2014 | Milly Clark · Austrália           | 1:14:04 | Sinead Diver · Austrália     | 1:14:25 | Karinna Fyfe · Austrália         | 1:14:49 |

## Competições
- Campeonato da Oceania de Atletismo
- Campeonato da Oceania Sub-20 de Atletismo
- Campeonato da Oceania Sub-18 de Atletismo
- Campeonato da Oceania de Eventos Combinados
- Campeonato da Oceania de Corta-Mato
- Campeonato da Oceania de Marcha Atlética

Além disso, são realizados os seguintes campeonatos regionais:
- Campeonato da Melanésia
- Campeonato da Micronésia
- Campeonato da Polinésia